# Hallomenus scapularis
Hallomenus scapularis är en skalbaggsart som beskrevs av Melsheimer 1846. Hallomenus scapularis ingår i släktet Hallomenus och familjen skinnsvampbaggar. Inga underarter finns listade i Catalogue of Life.
Artens utbredningsområde är Nordamerika.